# Svenska Barnläkarföreningen
Svenska Barnläkarföreningen är en förening för läkare. Föreningen är en sektion i Svenska Läkaresällskapet och består i sig av 15 delföreningar och 10 intresseföreningar.
Föreningen arbetar för att främja pediatrikens utveckling i Sverige och har även till uppgift att tillvarata medlemmarnas fackliga intressen.
Föreningen ger ut tidningen Barnläkaren med cirka 6 nummer per år.
Barnläkarföreningen har under 2000-talet medverkat i offentliga debatter om asylsökande med apatiska barn och manlig omskärelse.